# Libertad (Misamis oriental)
Pour les articles homonymes, voir Libertad.
Libertad est une localité de la province du Misamis oriental, aux Philippines. En 2015, elle compte 12 354 habitants.